# Aram Arami
Aram Arami (* 3. Mai 1993 in Dohuk, Autonome Region Kurdistan, Irak) ist ein deutscher Schauspieler.

## Leben
Aram Arami wurde im Nordirak (Autonomiegebiet Kurdistan) als Sohn eines kurdischen Staatsanwaltes geboren. Seine Familie war aufgrund politischer Verfolgungen gezwungen, im Jahr 1996 aus dem Irak zu flüchten. Er und seine Familie lebten danach ein Jahr in einem Asylheim in Berlin-Neukölln. 2012 legte Arami sein Abitur an der Mildred-Harnack-Schule ab. Er nahm bereits in seiner Jugend regelmäßig privaten Schauspielunterricht in seiner Freizeit.
Filmemacher und Agenten wurden erstmals 2006 auf ihn aufmerksam, als er für die Rolle Onur im Projekt Vögel ohne Beine gecastet wurde. Es folgten Rollen in Filmen der Regisseure Feo Aldag, Marc Andreas Borchert, Lars Gunnar Lotz, Hannu Salonen, Burhan Qurbani, Peter Gersina, Bora Dagtekin u. a.
2013 stand Arami in Bora Dagtekins Komödie Fack ju Göhte als Burak vor der Kamera. 2014 bis 2015 verkörperte er den Jamil in der RTL-Komödienserie Der Lehrer. 2015 und 2017 wirkte er in den Fack ju Göhte-Nachfolgefilmen mit. 
Seit 2020 spielte er in bisher zehn Folgen (Stand 2025) der Komödienreihe Die Drei von der Müllabfuhr in der Rolle des Tarik Büyüktürk und 2024 den undurchsichtigen Schwiegersohn in dem sechsteiligen Familiendrama Haus aus Glas (beides ARD).

## Filmografie (Auswahl)
- 2006: Vögel ohne Beine
- 2008: KDD – Kriminaldauerdienst (Fernsehserie, eine Folge)
- 2009: Jedem das Seine
- 2009: Krimi.de (Fernsehserie, eine Folge)
- 2009: Picco
- 2010: Die Fremde
- 2010: Empathie
- 2011: Die Stein (Fernsehserie, 13 Folgen)
- 2011: Schuld sind immer die anderen
- 2012: Unter Verdacht (Fernsehreihe, 1 Folge)
- 2013: Letzte Spur Berlin (Fernsehserie, 2 Folgen)
- 2013: Der Nachtmahr
- 2013: Fack ju Göhte
- 2014: Koslowski & Haferkamp (Fernsehserie, 1 Folge)
- 2014: Alarm für Cobra 11 (Fernsehserie, eine Folge)
- 2014: Letzte Spur Berlin (Fernsehserie, eine Folge)
- 2015–2016: Der Lehrer (Fernsehserie, 12 Folgen)
- 2015: Fack ju Göhte 2
- 2015: Ein Fall für zwei (Fernsehserie, eine Folge)
- 2015: Großstadtrevier (Fernsehserie, eine Folge)
- 2016: Atempause
- 2016: Bruno van Leeuwen (Fernsehserie, eine Folge)
- 2017: Der Kriminalist (Fernsehserie, 1 Folge)
- 2017: Zaun an Zaun
- 2017: Der Tod und das Mädchen – Van Leeuwens dritter Fall
- 2017: Fack ju Göhte 3
- 2019: Pastewka (Fernsehserie, drei Folgen)
- 2019: Nur eine Frau
- 2019: Angela Merkel und die Flüchtlinge (Dokudrama)
- 2019: Servus, Schwiegersohn!
- 2020: Die Drei von der Müllabfuhr – Mission Zukunft (Fernsehreihe)
- 2020: Die Drei von der Müllabfuhr – Kassensturz (Fernsehreihe)
- 2021: Die Drei von der Müllabfuhr – Die Streunerin (Fernsehreihe)
- 2021: Die Drei von der Müllabfuhr – Operation Miethai (Fernsehreihe)
- 2021: Servus, Schwiegermutter!
- 2022: Zitterinchen
- 2022: Die Drei von der Müllabfuhr – Zu gut für die Tonne (Fernsehreihe)
- 2022: Die Drei von der Müllabfuhr – (K)eine saubere Sache (Fernsehreihe)
- 2022: Extraklasse – On Tour
- 2023: Caveman
- 2023: Die Drei von der Müllabfuhr – Altlasten (Fernsehreihe)
- 2023: Die Drei von der Müllabfuhr – Arbeit am Limit (Fernsehreihe)
- 2023: Haus aus Glas (Fernsehserie) – Chris[1]
- 2024: Uncivilized – Charlie Hebdo (ZDF Streaming-Portal-Serie)
- 2025: Die Drei von der Müllabfuhr – Der Neue (Fernsehreihe)
- 2025: Die Drei von der Müllabfuhr – Schutzgeld (Fernsehreihe)